# عنونة الإكساء
في مجال رسوميات الحاسوب، عنونة الإكساء (بالإنجليزية: texture addressing) هي الطريقة المتبعة لجلب تكسل من إكساء يقع خارج المجال الحقيقي [0,1].

## تفاصيل
في الغالبية العظمى من محركات الرسم ثلاثي الأبعاد، يـُسمح بطلب تكسلات من الإكساء حتى وإن كانت الإحداثيات المطلوبة لها تقع خارج نطاق الصورة المعين بالمجال الناظمي [0,1] لأي من أبعاد الإكساء. يقوم المحرك في هذه الحالة بإعادة قيمة لونية تعتمد على إحدى إنماط العنونة الدعومة. يمكن للمستخدمين اختيار نمط العنونة المناسب للوصول إلى تأثير معين (كالتكرار) لكل من محاور الإكساء المتاحة (مثلاً التكرار على المحور الأفقي، وشد الحواف على المحور العمودي).
بعض الأنماط تقوم بإعادة القيمة إلى المجال الناظمي باستخدام تابع رياضي معين، ومن ثم جلب التكسل بالطريقة الاعتيادية. كمثال، انظر
.

## أنماط العنونة
المجموعة التالية من أنماط العنونة تعتبر من أكثر الأنماط شيوعاً في محركات الرسم المستخدمة بكلا نوعيها (الفورية والإنتاج الفلمي):

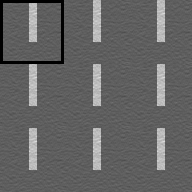
سطح مكسي بإكساء معنون بنمط التكرار. المربع الأسود يظهر الإكساء الفعلي، بينما بقية الصورة ناتجة عن تكرار الإكساء 3 مرات أفقياً وعمودياً

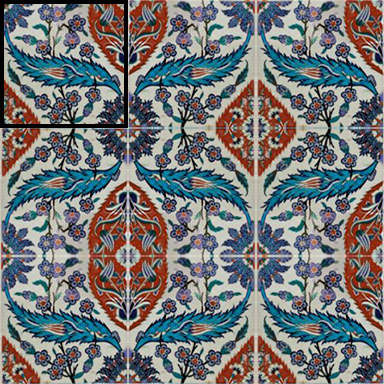
سطح مكسي بإكساء معنون بنمط التكرار المنعكس. المربع الأسود يظهر الإكساء الفعلي، بينما بقية الصورة ناتجة عن تكرار الإكساء 3 مرات أفقياً وعمودياً

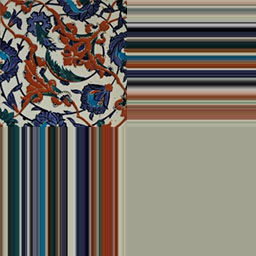
سطح مكسي بإكساء معنون بنمط شد الحواف

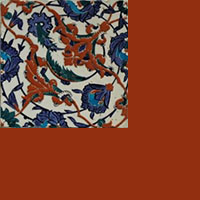
سطح مكسي بإكساء معنون بنمط اللون الثابت (بني)

### تكرار
يتم تفسير قيمة الإحداثيات كعدد مرات تكرار الإكساء عبر السطح. كمثال، إذا كان السطح يحمل القيمة (0,0) عند أحد أركانه، والقيمة (3,3) عند الركن المقابل، فإن الإكساء سيتكرر ثلاث مرات عبر السطح.
رياضياً، يعمل هذا النمط بتطبيق التابع الرياضي الآتي على الإحداثيات المدخلة:
{\displaystyle U_{Out}=U({\text{mod }}1)} … (حيث المعامل 'mod' هو معامل باقي القسمة).
القيمة الناتجة من التابع السابق تكون حصراً ضمن المجال [0,1]، ويتم استخدامها لجلب التكسل بالطريقة الاعتيادية من الإكساء.
يستخدم هذا النمط عندما يراد تكرار الإكساء على السطح دون الحاجة لحفظ الإكساء نفسه بشكل مكرر، مما يوفر الذاكرة اللازمة لحفظ هذا الإكساء
.

### تكرار منعكس
كما في نمط التكرار السابق، يتم تكرار الإكساء بالعدد المحدد في الإحداثي المعطى، إلا أن الإكساء يتم عكسه عندما يكون الجزء الصحيح من قيمة الإحداثي عدداً فردياً. العملية الرياضية التالية تعبر عن هذا النمط:
{\displaystyle \lfloor U\rfloor {\text{is odd}}\to U_{Out}=U({\text{mod }}1)}
{\displaystyle \lfloor U\rfloor {\text{is even}}\to U_{Out}=1-U({\text{mod }}1)}
العملية الرياضية السابقة أيضاً تضمن أن تكون القيمة الناتجة ضمن المجال [0,1].
يضمن هذا النمط من التكرار الحصول على نتيجة مستمرة حتى وإن كان الإكساء الأصلي منقطعاً عند حوافه (الحواف لا تندمج مع بعضها بشكل مستمر)
. بالإنجليزية، يدعى هذا النمط mirrored repeat.

### شدّ الحواف
يتم تثبيت القيمة اللونية لتطابق القيمة اللونية للإكساء عند الحواف. النتيجة النهائية تظهر وكأن الإكساء قد تم شدّه من الحافة ليغطي بقية السطح المكسيّ. العملية الرياضية التالية تعبر عن هذا النمط:
{\displaystyle U<0\to U_{Out}=0}
{\displaystyle U>1\to U_{Out}=1}
{\displaystyle 0\leq U\leq 1\to U_{Out}=U}
القيمة الناتجة تقع حصراً ضمن المجال [0,1].
لا يستخدم هذا النمط عادة عند بناء المجسمات، إلا أن الحاجة له تزداد عند جلب التكسلات باستخدام الترشيح (انظر قسم العنونة والترشيح) للتخلص من قيم لونية غير مرغوبة قد تأتي من الطرف المقابل للإكساء
. بالإنجليزية، يدعى هذا النمط clamping.

### لون ثابت
يتم استخدام قيمة لونية ثابتة عند جميع الإحداثيات التي تقع خارج المجال الناظمي [0,1]. يمكن للمستخدم عادة اختيار القيمة اللونية المرغوبة أثناء اختيار هذا النمط للعنونة. يمكن استخدام هذا النمط للحصول على سطوح مكسية بصورة ما مثلاً، مع محيط لوني ذو عرض محدد

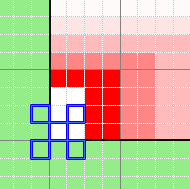
الزاوية السفلى اليسارية لإكساء (محيطه محدد باللون الأسود). نمط العنونة المستخدم هو اللون الثابت (أخضر)، ويظهر محيطاً بالمنطقة خارج حدود الإكساء. نواة الترشيح تظهر باللون الأزرق، وهي على شكل حرف X، ومركزها يقع على الإحداثي (0،0) من الإكساء.

.

## العنونة والترشيح
أثناء جلب تكسلات من إكساء باستخدام الترشيح، فإن نواة الترشيح قد تطلب تكسلات تقع خارج حواف الإكساء، عندها يتم استخدام نمط العنونة المختار لجلب هذه التكسلات الإضافية. كمثال، لدينا تكسل مطلوب عند الإحداثي (0,0) ونمط العنونة المختار هو لون ثابت أخضر. نواة الترشيح مصفوفة 3×3 على شكل حرف X اللاتيني. عندها، يتم جلب العينة المركزية من زاوية الإكساء، كذلك الوضع بالنسبة للعينة العليا اليمنى من نواة الترشيح (فلنفرض أن لون الإكساء أبيض عند هاتين العينتين). أما العينات الثلاث المتبقية فإنها تقع خارج نطاق الإكساء، مما يعني أن اللون الناتج لها سيكون أخضراً بسبب نمط العنونة. كنتيجة نهائية، فإن وحدة الترشيح تستقبل عينتين بيضاوتين، وثلاث خضراوات. اللون النهائي الناتج سيكون مزيجاً بين اللونين الأبيض والأخضر بنسبة 40% أبيض إلى 60% أخضر.
هذه العملية قد تتسبب في أن يواجه الرسام مشكلة ظهور ألوان غير متوقعة في الصورة النهائية. النمط الوحيد الذي يضمن عدم جلب ألوان بعيدة أثناء الترشيح هو نمط شدّ الحواف.